# Arthur Cronquist
Arthur Cronquist (San José (Californië), 19 maart 1919 — Provo (Utah), 22 maart 1992) was een Amerikaans botanicus die vooral bekend is geworden door het Cronquist-systeem voor de taxonomie van planten.
Hij beschreef dit systeem in The Evolution and Classification of Flowering Plants (1968; 2e druk: 1988) en in An Integrated System of Classification of Flowering Plants (1981).
In 1974 kreeg hij de Merit Award van de Botanical Society of America. In 1986 onderscheidde de Linnean Society of London hem met de Linnean Medal.